# Тролле, Герлуф
Герлуф Тролле (14 января 1516, Лиллё — 25 июня 1565) — датский адмирал и дипломат.

## Биография
Был одним из 15 детей Якоба Тролле.
В возрасте 19 лет поступил в школу Вор Фруэ в Копенгагене, завершил получение образования в Виттенбергском университете, где познакомился с идеями Меланхтона, стал их сторонником и затем переписывался с ним на протяжении нескольких лет.
Брак с Биргитте, дочерью лорда-казначея Могенса Гйоэ, обеспечил ему богатое наследство, с 1557 года он был сенатором.
Короли Кристиан III и Фредерик II, заметив его дипломатические способности, вскоре стали отправлять его за границу с дипломатическими поручениями, где тот благодаря своему обаянию и хорошим манерам успешно с ними справлялся. Его единственным врагом был племянник его супруги Петер Оксе, в будущем министр финансов, чьи козни, особенно ввиду того, что они жили под соседству, отравляли семейную жизнь Тролле. Впоследствии Фредерик II поручил именно Тролле расследование дела о финансовых махинациях, якобы производившихся Оксе.
Тролле и его жена были известны в Дании своего времени как щедрые благотворители и меценаты, а сам Тролле имел сверх того репутацию учёного человека и получил известность тем, что перевёл на датский язык 31-й псалом Давида, а также выделял средства для обучения бедных талантливых студентов на родине и за рубежом, основывал латинские школы и финансово помогал проведению исторических исследований.
В 1559 году Тролле получил звание адмирала и инспектора флота, начав после этого отдавать работе основную часть своего времени. В 1563 году он сменил Петера Скрамса на должности главного адмирала датского флота.
Во время Семилетней войны со Швецией командовал датским флотом. 10 мая он вышел в море с флотилией из двадцати одного корабля и пяти небольших вспомогательных судов и после объединения с любекской эскадрой из шести кораблей столкнулся у острова Эланд с превосходящими силами шведского флота из тридцати восьми кораблей под командованием Якова Багге. При поддержке двух других датских кораблей Тролле атаковал шведский флагманский корабль Makalös (Несравненный), в то время крупнейший корабль в водах северных морей Европы, но его атака была отбита с наступлением темноты. Сражение возобновилось в 6:00 утра следующего дня, когда Makalös был атакован им снова и принуждён к сдаче, однако почти сразу после этого взорван шведским экипажем, вследствие чего не менее чем 300 любекских и датских моряков погибло вместе с ней. Однако шведский адмирал в ходе этого сражения был взят в плен, а остатки шведского флота укрылись в Стокгольме. Несмотря на ущерб, нанесённый его собственному флоту и флагманскому кораблю «Фортуна» в результате этой победы, Тролле 14 августа вступил в новое сражение со вторым шведским флотом под командованием известного шведского адмирала Класа Хорна и, хотя действовал не очень решительно, установил контроль над морскими окрестностями 13 октября.
Часть зимы после этого Тролле провёл в своём замке Херлюфсхёльм, претворив в жизнь свой давний план создания школы для детей представителей всех классов общества, а также частично оснастив в Копенгагене новый флот для последующей кампании. 1 июня 1565 года он отправился в рейд с двадцатью восемью кораблями, усилив свою эскадру в Фемарне пятью любекскими кораблями. Клас Хорн вышел в море ещё раньше с флотом, превосходящим по силам датский. Флоты двух адмиралов сошлись у Фемарна 4 июня 1565 года. Сражение было тяжёлым, однако оба флотоводца действовали нерешительно, и эскадры в конце концов разошлись для ремонта кораблей. Тролле был тяжело ранен в бедро и плечо, но не позволил корабельному врачу заняться его ранами, пока тот не оказал помощь получившим ещё более тяжёлые раны солдатам.
Скончался в Копенгагене 25 июня от полученных ранений, спустя семнадцать дней после того, как был доставлен на берег. Был похоронен в Херлюфсхольме.